# Censo de Colombia de 2005
El Censo de Colombia de 2005 fue el XVII censo de población y VI de vivienda que fue desarrollado por el Departamento Administrativo Nacional de Estadística (DANE) en la República de Colombia, cuyas directrices y lineamientos se establecieron en el Decreto 1100 del 12 de abril de 2005. El censo se desarrolló entre el 22 de mayo de 2005 y el 22 de mayo de 2006. Los resultados se dieron a conocer el 22 de mayo de 2006. De acuerdo a lo informado por el DANE, para todo el proceso de ejecución del censo se vincularon 37.811 personas y costó 147.749 millones de pesos colombianos.

## Desarrollo del censo
La propuesta del censo 2005 se aprobó el 1 de marzo de 2004 por el Consejo Nacional de Política Económica y Social (CONPES) a través del Documento 3276. Los aspectos presupuestales y metodológicos fueron formulados en el Documento Conpes 3329 del 20 de diciembre de 2004, en donde se destinaba una partida de 156.554 millones de pesos colombianos.
El cronograma del censo cubría actividades a lo largo de 39 meses y en él se planteaban tres etapas generales: actividades precensales (1 de octubre de 2004 al 22 de mayo de 2005), operativo censal (22 de mayo de 2005 al 22 de mayo de 2006) y actividades postcensales (7 de marzo de 2006 al 31 de diciembre de 2007). La totalidad del censo se desarrolló durante la presidencia de Álvaro Uribe.
Las actividades preparatorias incluían un plan de sensibilización en los municipios, con capacitaciones, notificación a funcionarios, campañas publicitarias y notas de prensa informativas. La preparación incluyó una campaña promocional en medios masivos de comunicación en las que se utilizaba el eslogan: "¡Colombia cuenta!". Una característica que diferenció este censo de los anteriores en Colombia, es que se contrató por primera vez personal de encuestadores elegidos dentro de las propias comunidades, permitiendo convocar y vincular directamente personal con un buen nivel educativo y capacitación específica.
Al igual que en los dos censos anteriores, para la recolección de datos el censo 2005 se utilizó un criterio de derecho (de jure), por lo cual se tomó como base de conteo el lugar habitual de residencia de cada habitante.
Las visitas a los hogares se realizaron en varias etapas, de acuerdo a las regiones que se conformaron para su ejecución. Los primeros municipios que se visitaron fueron Jericó (Antioquia), Piojó (Atlántico), Viterbo (Caldas), Buenos Aires (Cauca), Chocontá (Cundinamarca) y Oiba (Santander). No se incluyó inmovilización total de la población como en censos anteriores.
Para la ejecución del censo las familias recibían una citación previa escrita para conocer la fecha en la cual debían esperar al encuestador en sus casas. Los encuestadores utilizaron por primera vez dispositivos móviles para la captura de los datos de los cuestionarios. Se utilizaron tres cuestionarios para la recolección de datos: cuestionario del entorno urbanístico, cuestionario de las unidades censales y cuestionario de los lugares especiales de alojamiento. El envío electrónico de los datos permitía además georeferenciar la información a través de sistemas GPS. El certificado que entregaba el encuestador debía ser aceptado por las empresas y entidades como excusa de sus empleados. En tres municipios no se pudo efectuar el censo: Puerto Rondón, Carurú y Mapiripana.
Los resultados del censo se entregaron en la fecha estipulada, el 22 de mayo de 2006, de acuerdo a lo programado inicialmente, con un margen de error inferior al 2%. La experiencia adquirida con el censo permitió actualizar encuestas, índices de precios al consumidor y la canasta familiar. Así mismo, la actualización de las cifras de población frente a las proyecciones de censos anteriores resultaron ser inferiores en aproximadamente 3 millones de habitantes, lo que implicó la corrección de algunos indicadores asociados a  desempleo.

## Población por departamentos
| N.º      | Departamento             | Población Cabecera | Población Resto | Población Total |
| -------- | ------------------------ | ------------------ | --------------- | --------------- |
| 1        | Bogotá, D. C.            | 6 763 325          | 15 366          | 6 778 691       |
| 2        | Antioquia                | 4 340 744          | 1 260 763       | 5 601 507       |
| 3        | Valle del Cauca          | 3 516 179          | 536 356         | 4 052 535       |
| 4        | Cundinamarca             | 1 442 011          | 786 671         | 2 228 682       |
| 5        | Atlántico                | 2 008 162          | 103 839         | 2 112 001       |
| 6        | Santander                | 1 410 071          | 503 373         | 1 913 444       |
| 7        | Bolívar                  | 1 406 807          | 429 833         | 1 836 640       |
| 8        | Nariño                   | 703 636            | 794 598         | 1 498 234       |
| 9        | Córdoba                  | 743 886            | 719 023         | 1 462 909       |
| 10       | Tolima                   | 887 689            | 424 615         | 1 312 304       |
| 11       | Boyacá                   | 632 836            | 578 146         | 1 210 982       |
| 12       | Norte de Santander       | 946 305            | 262 031         | 1 208 336       |
| 13       | Cauca                    | 479 365            | 702 657         | 1 182 022       |
| 14       | Magdalena                | 785 801            | 351 018         | 1 136 819       |
| 15       | Huila                    | 600 801            | 400 675         | 1 001 476       |
| 16       | Caldas                   | 646 728            | 251 762         | 898 490         |
| 17       | Cesar                    | 625 775            | 252 662         | 878 437         |
| 18       | Risaralda                | 665 104            | 194 562         | 859 666         |
| 19       | Sucre                    | 488 210            | 274 053         | 762 263         |
| 20       | Meta                     | 575 373            | 138 399         | 713 772         |
| 21       | La Guajira               | 340 587            | 315 356         | 655 943         |
| 22       | Quindío                  | 449 161            | 69 530          | 518 691         |
| 23       | Chocó                    | 205 734            | 182 742         | 388 476         |
| 24       | Caquetá                  | 227 813            | 110 119         | 337 932         |
| 25       | Casanare                 | 196 508            | 84 786          | 281 294         |
| 26       | Putumayo                 | 124 315            | 112 882         | 237 197         |
| 27       | Arauca                   | 135 014            | 18 014          | 153 028         |
| 28       | San Andrés y Providencia | 42 641             | 16 932          | 59 573          |
| 29       | Guaviare                 | 44 905             | 11 853          | 56 758          |
| 30       | Amazonas                 | 24 981             | 21 969          | 46 950          |
| 31       | Vichada                  | 18 687             | 25 905          | 44 592          |
| 32       | Vaupés                   | 13 977             | 5 966           | 19 943          |
| 33       | Guainía                  | 10 891             | 7 906           | 18 797          |
| Colombia | Colombia                 | 31 504 022         | 9 964 362       | 41 468 384      |

## Indicadores demográficos
Los principales indicadores demográficos registrados en el Censo General 2005 fueron los siguientes:
| Población                                           | Cifras            | Porcentaje        |                   |                   |                   |                   |
| Población general                                   | Población general | Población general | Población general | Población general | Población general | Población general |
| --------------------------------------------------- | ----------------- | ----------------- | ----------------- | ----------------- | ----------------- | ----------------- |
| Población total                                     | 41 468 384        | 100.0             |                   |                   |                   |                   |
| Hombres                                             | 20 336 117        | 49.0              |                   |                   |                   |                   |
| Mujeres                                             | 21 132 267        | 51.0              |                   |                   |                   |                   |
| Población por edad                                  |                   |                   |                   |                   |                   |                   |
| Población de 0 a 14 años                            | 12 743 820        | 30.7              |                   |                   |                   |                   |
| Población de 15 a 29 años                           | 10 856 360        | 26.2              |                   |                   |                   |                   |
| Población de 30 a 64 años                           | 15 250 994        | 36.8              |                   |                   |                   |                   |
| Población mayor de 65 años                          | 2 617 210         | 6.3               |                   |                   |                   |                   |
| Población según asistencia escolar                  |                   |                   |                   |                   |                   |                   |
| Total                                               | 9 105 265         | 62.9              |                   |                   |                   |                   |
| De 7 a 11 años                                      | 3 909 819         | 90.3              |                   |                   |                   |                   |
| De 12 a 17 años                                     | 3 827 209         | 76.3              |                   |                   |                   |                   |
| De 18 a 24 años                                     | 1 368 237         | 26.6              |                   |                   |                   |                   |
| Población con educación superior (mayor de 15 años) |                   |                   |                   |                   |                   |                   |
| Total                                               | 4 536 866         | 15.8              |                   |                   |                   |                   |
| Hombres                                             | 2 063 579         | 14.9              |                   |                   |                   |                   |
| Mujeres                                             | 2 473 287         | 16.6              |                   |                   |                   |                   |
| Población analfabeta (mayor de 15 años)             |                   |                   |                   |                   |                   |                   |
| Total                                               | 2 375 157         | 8.3               |                   |                   |                   |                   |
| Hombres                                             | 1 180 710         | 8.5               |                   |                   |                   |                   |
| Mujeres                                             | 1 194 447         | 8.0               |                   |                   |                   |                   |
| Fertilidad                                          |                   |                   |                   |                   |                   |                   |
| Mujeres en edad fértil (15 a 49 años)               | 11 179 617        | 52.9              |                   |                   |                   |                   |
| Total madres (mayores de 12 años)                   | 10 214 137        | 63.2              |                   |                   |                   |                   |
| Madres adolescentes (12 a 19 años)                  | 284 561           | 2.8               |                   |                   |                   |                   |
| Tasa de fecundidad                                  | 2.48              |                   |                   |                   |                   |                   |
| Edad media de fecundidad                            | 26.54             |                   |                   |                   |                   |                   |